# Alfa-fenilacetoacetamid
Alfa-fenilacetoacetamid (APAA) je vrsta tvari koja se može uporabiti za izradu droga ("prekursor"). Uvršten je u Hrvatskoj na temelju Zakona o suzbijanju zlouporabe droga na Popis tvari koje se mogu uporabiti za izradu droga - Europski klasifikacijski sustav ovisno o mogućnostima zlouporabe, Službeni list Europske unije od 18. veljače 2004. Kemijsko ime po CAS-u je 2-Phenylacetoacetamide, KN oznaka je 2924 29 70, CAS-ov broj je 4433-77-6.